# Гурьев, Сергей Емельянович
Сергей Емельянович Гурьев (укр. Сергій Омелянович Гур'єв; род. 13 апреля 1959, Симферополь) — советский и украинский врач и учёный в области медицины, ортопед-травматолог. Доктор медицинских наук Украины (1995), профессор (2004). Заслуженный врач Украины. Заместитель директора Украинского научно-практического центра экстренной медицинской помощи и медицины катастроф.
Председатель экспертной комиссии по медицинской этике Украинского научно-практического центра экстренной помощи и медицины катастроф МОЗ Украины относительно проведения клинических испытаний изделий медицинского назначения. Эксперт в области оказания медицинских услуг учреждениями здравоохранения, участвовал в сертификационных аудитах.

## Биография
Окончил Крымский медицинский институт (Симферополь, 1982).
Работал врачом: в Киевском НИИ ортопедии (1990—1992); в Крымском медицинском институте (1992—1993); 1996 — в Украинском научно-практическом центре экстренной медицинской помощи и медицины катастроф (Киев): ученый секретарь (1996—1997), заместитель директора по научной работе, заведующий отделом научных проблем медицины неотложных состояний (с 1997 г.)

## Научная деятельность
Научные исследования: проблемы лечения политравмы, организация оказания экстренной медицинской помощи в условиях чрезвычайной ситуации.
Автор более чем 500 научных работ. Соавтор методических рекомендаций по применению требований стандартов управления качеством в лечебных учреждениях.
Отдельные труды:
- Травматизм среди детей в городской и сельской местностях и его комплексная профилактика : автореферат дис. … кандидата медицинских наук : 14.00.22;14.00.33 / Киев. НИИ ортопедии. — Киев, 1991. — 20 с.
- Переломы диафизов длинных костей в структуре детских травм и потребность в стационарной медицинской помощи // Ортопедия, травматология и протезирование: Респ. межвед. сб. К., 1991. (в соавторстве)
- Применение стабильно-функционального остеосинтеза на основе предложенной концепции в детской травматологии и ортопедии // Ортопедия, травматология и протезирование: Респ. межвед. сб. К., 1992. (в соавторстве)
- Некоторые особенности остеопороза, интенсивности оссификации хрящевых структур и репаративного остеогенеза у детей // Актуал. проблемы гериатр. ортопедии. К., 1996. (в соавторстве)

Провёл более 200 аудитов украинских и иностранных производителей в качестве технического эксперта.

## Знаки отличия
- Лауреат Государственной премии Украины в области науки и техники (2010) — за работу «Новейшие медицинские технологии диагностики и лечения пострадавших с множественными, сочетанными и полиструктурными повреждениями» (в соавторстве).